# Villarejo de Fuentes
Villarejo de Fuentes – gmina w Hiszpanii, w prowincji Cuenca, w Kastylii-La Mancha, o powierzchni 128,36 km². W 2011 roku gmina liczyła 648 mieszkańców.